# Bee Gees 1st
Bee Gees 1st släpptes i juli 1967 på skivbolaget Polydor Records och var den brittisk-australiensiska popgruppen Bee Gees första internationellt utgivna album.
Musiken på det här albumet är långt ifrån den disco från det sena 1970-talet de är mest kända för. Låtarna är lätta och lekfulla med drag av psykedelisk pop och influenser både från The Beatles och The Beach Boys. "New York Mining Disaster 1941" och "To Love Somebody" var större hits. Hitsingeln "Spicks and Specks" var dock inte med på albumet då den var licensierad från deras australiensiska skivbolag som utgav den på LP:n Spicks And Specks (1966, Spin Records). De flesta låtarna skrevs av Barry Gibb och Robin Gibb. På tre låtar var också Maurice Gibb angiven som upphovsman.
Albumet släpptes ursprungligen i en stereo- och en monomix.

## Låtlista
(Låt markerad med * skriven av Robin, Maurice, och Barry Gibb, övriga skrivna av Robin och Barry Gibb.)
Sida 1
1. Turn of the Century - 2:25
2. Holiday - 2:54
3. Red Chair, Fade Away - 2:19
4. One Minute Woman - 2:17
5. In My Own Time - 2:14
6. Every Christian Lion Hearted Man Will Show You * - 3:39
7. Craise Finton Kirk Royal Academy of Arts - 2:18

Sida 2
1. New York Mining Disaster 1941 - 2:10
2. Cucumber Castle - 2:04
3. To Love Somebody - 3:01
4. I Close My Eyes * - 2:23
5. I Can't See Nobody - 3:45
6. Please Read Me - 2:17
7. Close Another Door * - 3:29

### Deluxe Edition (2006)
Den 7 november 2006 utgavs "The Studio Albums 1967-1968" (Reprise 8122-74117-2) innehållandes "Bee Gees' 1st" (även utgiven separat den 23 januari 2007, Reprise 8122-74766-2), "Horizontal" och "Idea" med vars två CD där den första erbjuder både stereomix samt monomix medan den andra erbjuder alternativa versioner samt tidigare outgivna låtar. En LP-box av densamma gavs även ut i USA, dock utan monomixen.

"Bee Gees' 1st" innehåller följande:
CD 1 (76:06)
1. Turn of the Century [Stereo] - 2:30
2. Holiday [Stereo] - 2:58
3. Red Chair, Fade Away [Stereo] - 2:21
4. One Minute Woman [Stereo] - 2:22
5. In My Own Time [Stereo] - 2:18
6. Every Christian Lion Hearted Man Will Show You * [Stereo] - 3:41
7. Craise Finton Kirk Royal Academy of Arts [Stereo] - 2:20
8. New York Mining Disaster 1941 [Stereo] - 2:15
9. Cucumber Castle [Stereo] - 2:08
10. To Love Somebody [Stereo] - 3:05
11. I Close My Eyes * [Stereo] - 2:28
12. I Can't See Nobody [Stereo] - 3:49
13. Please Read Me [Stereo] - 2:20
14. Close Another Door * [Stereo] - 3:34
15. Turn of the Century [Mono] - 2:30
16. Holiday [Mono] - 2:59
17. Red Chair, Fade Away [Mono] - 2:21
18. One Minute Woman [Mono] - 2:21
19. In My Own Time [Mono] - 2:18
20. Every Christian Lion Hearted Man Will Show You * [Mono] - 3:41
21. Craise Finton Kirk Royal Academy of Arts [Mono] - 2:23
22. New York Mining Disaster 1941 [Mono] - 2:14
23. Cucumber Castle [Mono] - 2:06
24. To Love Somebody [Mono] - 3:05
25. I Close My Eyes * [Mono] - 2:26
26. I Can't See Nobody [Mono] - 3:49
27. Please Read Me [Mono] - 2:18
28. Close Another Door * [Mono] - 3:26

CD 2 (36:47)
1. Turn of the Century (Early Version) - 2:23
2. One Minute Woman (Early Version) - 2:20
3. Gilbert Green - 3:08
4. New York Mining Disaster 1941 (Version One) - 2:04
5. House of Lords * - 2:50
6. Cucumber Castle (Early Version) - 2:04
7. Harry Braff * (Early Alternate Version) - 3:10
8. I Close My Eyes * (Early Version) - 2:29
9. I've Got to Learn * - 2:51
10. I Can't See Nobody (Alternate Take) - 3:51
11. All Around My Clock * - 2:01
12. Mr. Wallor's Wailing Wall - 2:39
13. Craise Finton Kirk Royal Academy of Arts (Alternate Take) - 2:18
14. New York Mining Disaster 1941 - 2:39